# Варан сірий
Варан сірий, або варан пустельний (Varanus griseus) — вид ящірок родини варанових (Varanidae). Поширений у Північній Африці, Західній, Центральній і Південній Азії. Мешканець пустель і напівпустель. Описано 3 підвиди.

## Опис
Велика ящірка з масивним м'язистим тілом, завдовжки близько 1,5 м. Довжина тіла від кінчика морди до клоаки (L.) до 60 см. Хвіст (L.cd.) довгий, сильний, майже в 1,5 рази перевищує довжину тулуба з головою: відношення  L./L.cd. складає 0,62—0,80. Від всіх інших представників родини варан сірий відрізняється в цілому круглим у поперечному перерізі хвостом, позбавленим зверху характерного для інших видів вузького поздовжнього кіля. Шия дуже довга й товста. Голова плоска — її висота значно менша за ширину. Морда довга, її верхньобоковий край утворює чітке ребро. Очі великі, з круглими зіницями і як і в змій захищені двома повіками. Ніздрі мають форму косих щілин, розташовані не на кінці писку, а ближче до переднього краю ока, що невластиве іншим варанам. Таке розташування полегшує користування глибокими норами, бо ніздрі менше забиваються піском. Щелепи сильні. Язик довгий, роздвоєний, м'язистий. Зуби гострі, конічні, трохи загнуті назад; протягом життя вони стираються і замінюються на нові. Лапи сильні, із трохи загнутими гострими кігтями. Максимальна маса тіла за різними даними 3,5—4 кг.

### Лускатий покрив
Тіло вкрите дрібною лускою. Луска на спині має тупі реберця, на животі гладенькі, а на хвості невеличкі реберця. Луски тулубу овальні, у дорослих облямовані кільцем дрібних зерняток. Черевні луски дрібні, більш-менш квадратні, розташовані поперечними рядами. Луска верхньої поверхні шиї конічна. Голова вкрита дрібними багатокутніми щитками. Численні надочні щитки значно менші ніж лобні.

### Забарвлення
Дорослі тварини мають сірувате, піщано-жовте, або червонувате забарвлення із численними темними цяточками й цятками, серед яких поперек шиї, спини й хвоста з більш-менш рівними інтервалами розташовані бурі поперечні смуги, що оперізують усе тіло. Кількість та ширина цих смуг варіює в залежності від особини та підвиду. Смуги мають нерівні краї, вони розгалужуються, мають розриви тощо і в цілому утворюють візерунок, який є унікальним для конкретної тварини на зразок відбитків пальців у людей. У молодих варанів смуги темно-коричневі, майже чорні й добре виділяються на загальному світлому тлі. Дорослі особини тьмяніші. В цілому завдяки забарвленню тварини чудово маскуються у звичному для них пустельному середовищі.

## Поширення
Ареал охоплює значну частину Північної Африки, Західну, Центральну і Південну Азію.

## Місця проживання
Варан живе в пустелях та напівпустелях, тримаючись закріплених чи напівзакріплених пісків, рідше на щільних лесових чи глинистих ґрунтах, але зустрічається також у кам'янистих передгір'ях (до висоти 1000 м), у заростях по берегах річок, на схилах балок.
Сховищами йому служать нори різних гризунів, черепах, птахів, які він спеціально розширює та поглиблює. За потреби варани можуть і самі зробити собі нору. Нора досягає 2—2,5 м (до 4 м) завдовжки та завершується камерою, що розширюється, до 0,5 м завдовжки й 10—12 см завширшки.
Внаслідок господарського освоєння аридних земель у багатьох частинах ареалу став рідкісним. У типових біотопах за денну екскурсію можна зустріти зазвичай не більше 2—5 особин.

## Сезонна активність
У Центральній Азії й Казахстані варани проводять зиму в сплячці, у глибині нір, закриваючи вхідний отвір земляною пробкою. Навесні з'являються в кінці березня — на початку квітня. Спочатку активні в середині дня, а у травні — червні переходять на двопікову активність (вранці і ввечері). У липні варани стають малоактивними і впадають у літню сплячку, яка поступово переходить у зимову.
Сірі варани досить швидкі й здатні бігти зі швидкістю 100—120 м на хвилину. Під час бігу вони високо підіймають тіло і не торкаються землі хвостом. Але швидко бігти вони можуть недовго, а зазвичай пересуваються досить неспішно. Варани можуть залазити на невисокі дерева й чагарники та можуть зістрибувати з висоти понад пів метра.

## Розмноження. Розвиток
Статевої зрілості варани досягають не раніше третього року життя при довжині 60—80 см. Час шлюбного сезону залежить від місцевості. Варани територіальні тварини і хоч ділянки можуть перекриватися, але в шлюбний сезон відбуваються ритуальні турніри між самцями. Спершу вони приймають спеціальні пози та обмежуються демонстраціями, але потім доходить до бійок, шрами від яких в багатьох залишаються на усе життя.
Через місяць чи навіть менше після спарювання самка відкладає яйця в норах чи закопує їх глибоко в пісок. Розмір яєць 28—34 × 40—55 мм, маса до 15 г. Молоді самиці відкладають 8—15 яєць, старші близько 20. Інкубаційний період триває біля 3—3,5 місяців. Молоді з'являються в кінці серпні — вересні і, як правило, зразу відправляються на зимівлю і виходять на поверхню лише навесні.

## Харчування
Варан сірий — активний хижак. Він має гарний зір, непоганий слух і чудовий нюх, що допомагає йому в полюванні. Харчується він гризунами, комахами, скорпіонами, фалангами, ящірками, зміями, навіть отруйними, жабами, молодими їжаками та черепахами, зрідка птахами, а навесні також пташиними та черепашачими яйцями. Дорослі особини живляться переважно гризунами, молодь — членистоногими.
У пошуках їжі варан щодня робить великі переходи, і може відходить від сховища більш як на кілометр. Зазвичай тварина дотримується одного маршруту, обстежуючи зустрічні колонії піщанок, нори черепах, гнізда птахів, і часто ночує там, де її застане темрява.
Дрібну здобич варан просто злизує. Велику здобич спершу хапає і сильно стискає щелепами, а тоді ковтає. Рухливих жертв може спершу переслідувати, а спіймавши трясе й притискає до землі після чого ковтає. При полюванні на великих отруйних змій тактика варана нагадує прийоми полювання в мангустів. Тварина спершу знесилює здобич фальшивими атаками з різних боків, а потім хапає змію за шию біля голови й трясе ламаючи їй хребет, б'є об землю і тримає в щелепах доки жертва не вмре.
Слина сірого варана слаботоксична. Дрібних жертв вона паралізує, у людини викликає підвищення температури, нудоту та головний біль.
Подібно до інших варанів він ковтає здобич цілком. Їжа перетравлюється настільки добре, що в калі знаходять хіба що залишки пташиного пір'я.
Зазвичай воду тварина отримує з їжею, але при нагоді п'є, купається та ловить прісноводних крабів та раків. П'є варан так — опускає голову у воду, а потім високо підіймає її, при цьому вода з пащі вливається в горлянку.

## Вороги
Природних ворогів у дорослих варанів практично нема, на молодь нападають хижі птахи та хижі ссавці середнього розміру — лисиці, очеретяні коти тощо. Але основною загрозою для варана сірого як виду є людина.
При зустрічі з людиною чи з іншим ворогом, від якого варан не може втекти, він сильно роздуває тіло, внаслідок чого сильно збільшується в розмірах, голосно сичить, висуває язик й, широко розкриваючи пащу, намагається вкусити. Він із силою хльостає хвостом праворуч і ліворуч, не дозволяючи взяти себе. Тварина вчіплюється у ворога і її гострі зуби глибоко проникають у рану. 

## Охорона
Стан більшості природних популяцій виду в межах ареалу залишається більш-менш стабільним. Саме тому він, згідно Червоного списку МСОП, отримав охоронний статус «відносно благополучний вид». 

## Практичне  значення
Слина варана слаботоксична. У людини викликає підвищення температури, нудоту та головний біль. Великий варан здатний перекусити людині палець. Укуси його досить болючі.
Варан сірий має гарну міцну шкіру, з якої раніше виробляли черевики, торбинки та інші галантерейні вироби. Це призвело до значного скорочення чисельності виду, і заготівлю шкіри і відповідне виробництво припинили. 
У деяких місцевостях варанів їдять, бо їх м'ясо вважається досить смачним.

## Систематика
Описано 3 підвиди:
- Varanus griseus griseus Daudin, 1803 — варан сірий звичайний, або північноафриканський (номінативний підвид);
- Varanus griseus caspius Eichwald, 1831 — варан сірий середньоазійський;
- Varanus griseus koniecznyi Mertens, 1942 — варан сірий смугастий.

### Варан сірий звичайний
Опис. На спині між основами кінцівок 5—8 вузьких темних поперечних смуг, на хвості 19—28 темних поперечних смуг, що йдуть до самого його кінчика. Сам хвіст округлий, а його довжина складає 131—146 % відстані від кінчика носа до клоаки.
Поширення. Поширений у Північній Африці від південного Марокко та Мавританії на заході до Єгипту та Судану. Живе також в Південно-Західній Азії — на Аравійському півострові, на південному сході Туреччини, у Сирії, Лівані, Ізраїлі, Йорданії, Іраку.

### Варан сірий середньоазійський
Опис. На спині між основами кінцівок 5—8 вузьких темних поперечних смуг, на хвості 13—19 темних поперечних смуг, причому вони не вкривають кінчик хвоста. Хвіст сплощений з боків у задній частині, а його довжина складає 118—127% відстані від кінчика носа до клоаки. Навколо тіла в середині тулуба приблизно 143 лусочки.
Поширення. Поширений на схід від Каспійського моря в Середній Азії до Південного Казахстану включно, Ірані та Афганістані.

### Варан сірий смугастий
Опис. На спині між основами кінцівок 3—5 широких темних поперечних смуг, на хвості 8—15 темних поперечних смуг, причому вони не вкривають кінчик хвоста. Хвіст може бути злегка сплощеним у задній частині, його довжина складає 118—127  % відстані від кінчика носа до клоаки. Навколо тіла в середині тулуба приблизно 108—139 лусочок.
Поширення. Мешкає в Південному Пакистані та Північно-Західній Індії.